# Adamsville (Utah)
Adamsville je nezačleněná obec v okresu Beaver ve státě Utah. Nachází se na západním konci Beaver Valley ve východní části okresu. Leží přibližně osm km západně od Greenville a čtrnáct km od Beaver. Vesnice byla osídlena v roce 1862. V roce 1870 zde žilo 179 obyvatel. V roce 1950 pak jen 50.